# 抜衣紋

着付け途中。衣紋を抜き、おはしょりを作っているところ

衣紋を抜いた着付け(左)、衣紋を抜かない着付け(右)

抜衣紋（ぬきえもん）は、女性の和服の着付け方のひとつである。
後襟（衣紋）を引き下げて、襟足が現れ出るように着ること。

## 概要
日本髪の髱（たぼ）、結髪をくずさない、襟の汚損を防ぐために生じた着方と見られる。

身頃の肩山を後ろにずらし、襟肩回りを髱の形や位置にあわせて、U字型、あるいはV字型に後ろに引いて着る。

仕立てのときに繰り越しを加減しないと十分に衣紋を抜くことができない。

繰り越しはだいたい1cmから5cmくらいまでであるが、着付けの良し悪しに衣紋の抜きかたは重要である。
年齢や立場によって、ふさわしい衣紋の抜きかたは異なる。
- 若年者・未婚女性はあまり抜かず、年配になるにしたがって抜く[注釈 1]。
- 素人女性はあまり抜かず、玄人（芸者や遊女などの粋筋の女性）は大きく抜く。

「松屋筆記」93によれば、「追衣紋（のけえもん）多くは誤てぬきえもんと云へり」という。

## 洋服への応用

洋服における抜き衣紋の例（1950年代）

洋服の襟周りの仕立て方や着こなしにおいて、「抜き衣紋風」が流行することがある。

日本においては、1950年代と2010年代後半に流行がみられる。